# Wani Books

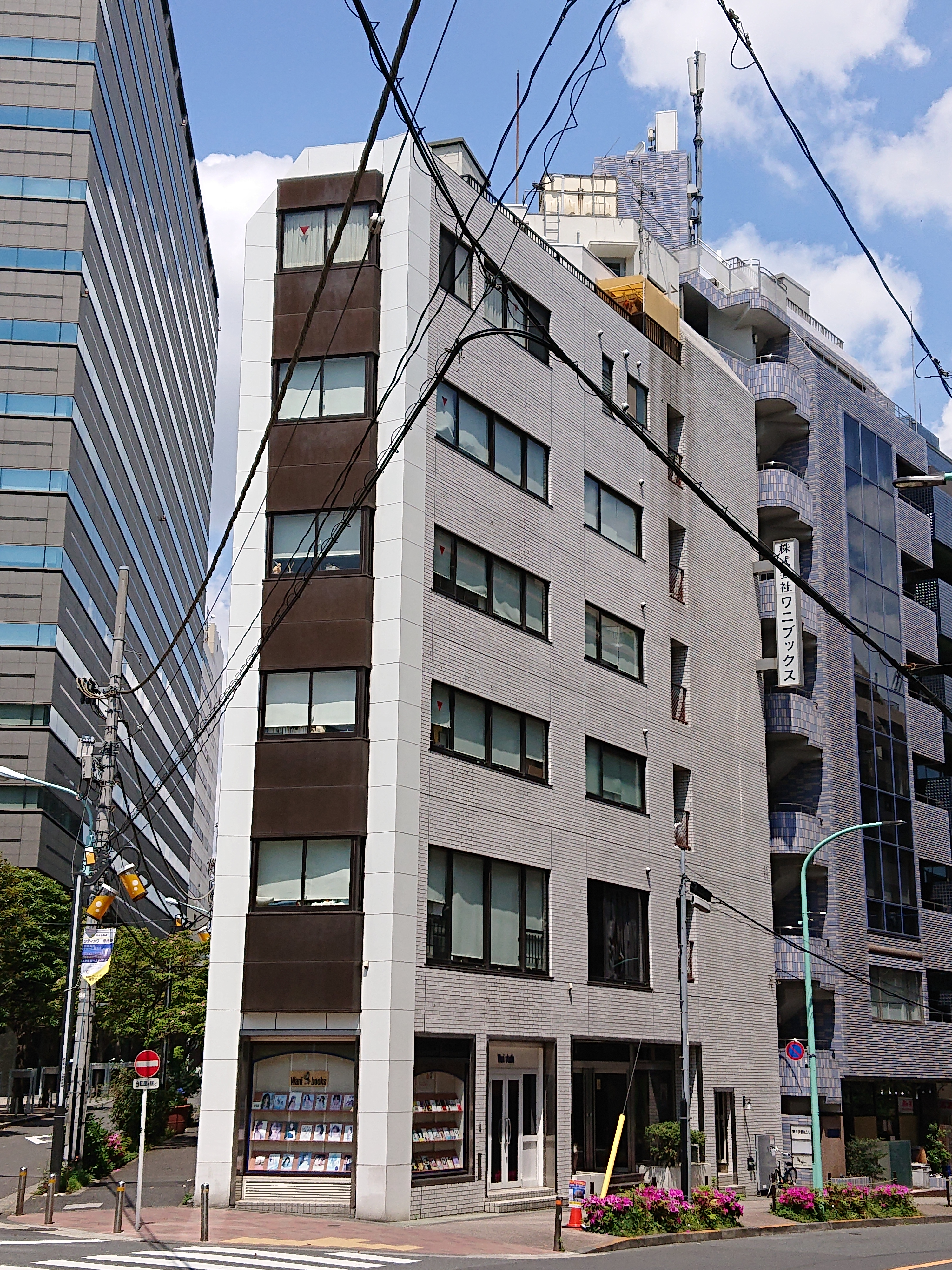
Sede central de Wani Books en Shibuya.

Wani Books es una editorial japonesa fundada en 1979. Sus principales publicaciones son mayormente álbumes de fotos de "Idols", tanto femeninas como masculinos. Actualmente edita solo una revista mensual de manga, Comic Gum, dedicada al género seinen y que comenzó a publicarse en 1996.

## Obras selectas
- Ikki Tousen
- The Candidate for Goddess
- Tsukuyomi
- Mahoromatic
- Because I'm the Goddess
- Amaenaideyo
- Koe de Oshigoto!
- Ashiarai